# Politische Expositur Eisenerz
Die Politische Expositur Eisenerz mit Sitz in Eisenerz war 1945 ein kurzzeitiger Nachfolger der Außendienststelle des Landkreises Leoben, die von 1940 bis 1945 bestand.
Koordinaten: 47° 33′ N, 14° 53′ O